# 高為元
高為元（W. John Kao，1968年10月13日—）出生於中華民國臺北市，生物材料與生物医学工程學者，美国医学与生物工程院院士、國際生物材料科學與工程學會聯合會院士、香港工程師學會院士，現任國立清華大學校長、劉炯朗講座教授，曾任香港大學講座教授、副校長、香港科技園轉化研發所所長及威斯康星大学麦迪逊分校講座教授、國際研究院副院長、臨床及轉化科學研究所副所長。

## 生平
高為元出生於中華民國臺北，父親為駐外人員，小學曾就讀臺北市東門國小，在小學畢業前即隨家人赴國外生活。
他在美國完成高等教育，分別為约翰斯·霍普金斯大学學士，主修生物医学工程；凱斯西儲大學高分子科學與工程碩士、博士，曾在加州理工學院和苏黎世联邦理工学院從事博士後研究。自1998年起任教於威斯康星大学麦迪逊分校達18年，期間於2010至2011年擔任該校生醫工程學系副系主任，2011至2015年擔任國際研究院副院長。2015年應香港大學馬斐森校長之邀，出任香港大學副校長，負責推動國際研究教育事務；2019年初請辭行政職後，專任香港大學轉化醫學工程講座教授，並兼任香港科技園公司轉化研發所所長。
高為元在學術上的研究重點是生物材料合成及分析。他是美国医学与生物工程院院士、國際生物材料科學與工程學會聯合會院士及香港工程師學會院士。高為元擔任香港大學副校長期間，負責推動全球研究教育事務，促成香港大學與伦敦大学学院、剑桥大学、哥伦比亚大学、北京大学建立雙聯學位課程；與倫敦大學學院、多倫多大學、芝加哥大学和悉尼大學等建立多邊科研平台。
2021年11月6日，國立清華大學校長遴選委員會公布下一任校長當選人為高為元，將報請教育部聘任，原定2022年2月1日上任，高為元因工作交接、安排全家返臺、子女教育等因素，延至5月1日上任，聘期為2022年5月1日至2026年4月30日。2025年3月，在校長續任投票中得到過半數同意票，獲得續任，第二任期為2026年5月1日至2030年4月30日。

## 外部連結
- 高為元（W. John Kao）的Facebook專頁
- 高為元的LinkedIn
- About W. John Kao （页面存档备份，存于）
- 國立清華大學數位校史館 －歷任校長 高為元  （页面存档备份，存于）

| 學術機關職務  | 學術機關職務                 | 學術機關職務 |
| ------------- | ---------------------------- | ------------ |
| 前任： 賀陳弘 | 國立清華大學校長 2022年5月起 | 繼任： －    |